# Белосельское сельское поселение (Ярославская область)
Белосе́льское се́льское поселе́ние — муниципальное образование в Пошехонском районе Ярославской области России. 
Административный центр — село Белое.

## История
Белосельское сельское поселение образовано 1 января 2005 года в соответствии с законом Ярославской области № 65-з от 21 декабря 2004 года «О наименованиях, границах и статусе муниципальных образований Ярославской области», границы сельского поселения установлены в административных границах Белосельского, Приухринского, Свердловского, Холмовского сельских округов.

## Население
| 2007  | 2010  | 2011  | 2012  | 2013  | 2014  | 2015  |
| ----- | ----- | ----- | ----- | ----- | ----- | ----- |
| 1955  | ↘1716 | ↘1707 | ↘1651 | ↘1624 | ↘1568 | ↗1582 |
| 2016  | 2017  | 2018  | 2019  | 2020  | 2021  |       |
| ↘1574 | ↘1529 | ↘1518 | ↘1480 | ↘1403 | ↘1145 |       |

## Населённые пункты
В состав сельского поселения входят 93 населённых пункта:
| №  | Населённый пункт   | Тип     | Население | сельский округ |
| -- | ------------------ | ------- | --------- | -------------- |
| 1  | Аверковское        | деревня | ↘4        | Белосельский   |
| 2  | Алабужево          | деревня | →0        | Свердловский   |
| 3  | Александровское    | деревня | →0        | Белосельский   |
| 4  | Антушево           | деревня | ↗20       | Белосельский   |
| 5  | Афанасово          | деревня | ↘11       | Белосельский   |
| 6  | Балахонцево        | деревня | ↘33       | Холмовский     |
| 7  | Белое              | село    | ↗373      | Белосельский   |
| 8  | Березники          | деревня | ↘11       | Холмовский     |
| 9  | Благодать          | деревня | ↘5        | Белосельский   |
| 10 | Большая Гарь       | деревня | ↘33       | Белосельский   |
| 11 | Большие Городища   | деревня | ↘13       | Холмовский     |
| 12 | Большие Дикуши     | деревня | →0        | Холмовский     |
| 13 | Большие Ночевки    | деревня | ↘41       | Приухринский   |
| 14 | Большие Погары     | деревня | ↘3        | Холмовский     |
| 15 | Большое Мильково   | деревня | ↘0        | Белосельский   |
| 16 | Большой Лом        | деревня | →0        | Приухринский   |
| 17 | Братское           | деревня | ↗4        | Белосельский   |
| 18 | Гарь-Игнатова      | деревня | →0        | Приухринский   |
| 19 | Гарь-Сога          | деревня | →1        | Белосельский   |
| 20 | Голубково          | деревня | ↘19       | Белосельский   |
| 21 | Гридино            | деревня | →0        | Белосельский   |
| 22 | Гузнево            | деревня | ↘47       | Холмовский     |
| 23 | Демкино            | деревня | ↘0        | Холмовский     |
| 24 | Дорок              | деревня | →0        | Свердловский   |
| 25 | Дубасово           | деревня | ↘157      | Свердловский   |
| 26 | Дулово             | деревня | ↘4        | Свердловский   |
| 27 | Дуравка            | деревня | ↘0        | Белосельский   |
| 28 | Еремино            | деревня | ↘13       | Свердловский   |
| 29 | Есипово            | деревня | ↘9        | Белосельский   |
| 30 | Естефеево          | деревня | ↘6        | Холмовский     |
| 31 | Завидово           | деревня | →0        | Приухринский   |
| 32 | Заднево            | деревня | ↗15       | Холмовский     |
| 33 | Займище            | деревня | ↘4        | Белосельский   |
| 34 | Ивановское         | деревня | ↘2        | Свердловский   |
| 35 | Иванцево           | деревня | ↘0        | Белосельский   |
| 36 | Ильинское          | село    | ↘4        | Белосельский   |
| 37 | Исаково            | деревня | →0        | Свердловский   |
| 38 | Козлово            | деревня | →0        | Свердловский   |
| 39 | Козлово            | деревня | ↗6        | Холмовский     |
| 40 | Коровино           | деревня | ↗6        | Белосельский   |
| 41 | Котово             | деревня | ↘2        | Холмовский     |
| 42 | Крутец             | деревня | ↘10       | Приухринский   |
| 43 | Крутец             | деревня | →0        | Холмовский     |
| 44 | Кученевка          | посёлок | →0        | Белосельский   |
| 45 | Лаврово            | деревня | →0        | Белосельский   |
| 46 | Липино             | деревня | →0        | Белосельский   |
| 47 | Липовки            | деревня | ↘1        | Холмовский     |
| 48 | Малинники          | деревня | →3        | Свердловский   |
| 49 | Малое Мильково     | деревня | →0        | Белосельский   |
| 50 | Малые Городища     | деревня | ↘0        | Холмовский     |
| 51 | Малые Дикуши       | деревня | →0        | Холмовский     |
| 52 | Малые Ночевки      | деревня | ↗116      | Приухринский   |
| 53 | Меледино           | деревня | ↗7        | Приухринский   |
| 54 | Мир                | деревня | ↘20       | Белосельский   |
| 55 | Назарово           | деревня | →0        | Приухринский   |
| 56 | Негановское        | деревня | ↘20       | Белосельский   |
| 57 | Никиткино          | деревня | →7        | Белосельский   |
| 58 | Николо-Раменье     | село    | →0        | Белосельский   |
| 59 | Новая Стройка      | деревня | ↗6        | Белосельский   |
| 60 | Овчинкино          | деревня | →0        | Белосельский   |
| 61 | Оконцево           | деревня | →0        | Белосельский   |
| 62 | Панфилка           | деревня | →1        | Белосельский   |
| 63 | Печениково         | деревня | ↘13       | Холмовский     |
| 64 | Пигалево           | деревня | ↘2        | Белосельский   |
| 65 | Плосково           | деревня | ↘0        | Холмовский     |
| 66 | Погорелка          | деревня | →1        | Приухринский   |
| 67 | Погост-Пятницкий   | деревня | ↘54       | Холмовский     |
| 68 | Покров-Рогули      | село    | ↘177      | Приухринский   |
| 69 | Починок            | деревня | ↘6        | Приухринский   |
| 70 | Притыкино          | деревня | →29       | Холмовский     |
| 71 | Рогуля             | деревня | ↘1        | Приухринский   |
| 72 | Рыкалово           | деревня | ↗3        | Белосельский   |
| 73 | Самоново           | деревня | ↘10       | Холмовский     |
| 74 | Сброднево          | деревня | ↘20       | Свердловский   |
| 75 | Серговка           | деревня | ↘2        | Белосельский   |
| 76 | Симаново           | деревня | →2        | Холмовский     |
| 77 | Слобода            | деревня | ↘0        | Приухринский   |
| 78 | Смильково          | деревня | ↘9        | Белосельский   |
| 79 | Соренжа            | деревня | →0        | Белосельский   |
| 80 | Сосновец           | деревня | ↘0        | Белосельский   |
| 81 | Софино             | деревня | ↘11       | Белосельский   |
| 82 | Старое Давыдовское | деревня | ↗11       | Белосельский   |
| 83 | Тайбузино          | деревня | ↘51       | Холмовский     |
| 84 | Телятьево          | деревня | ↘6        | Белосельский   |
| 85 | Тимино             | деревня | ↘146      | Свердловский   |
| 86 | Федорково          | деревня | ↘12       | Белосельский   |
| 87 | Федяйкино          | деревня | →0        | Приухринский   |
| 88 | Фоминское          | деревня | →21       | Холмовский     |
| 89 | Фомушино           | деревня | →0        | Белосельский   |
| 90 | Холм               | деревня | ↘81       | Холмовский     |
| 91 | Холм Теплинский    | деревня | →0        | Приухринский   |
| 92 | Ширяевское         | деревня | ↘1        | Приухринский   |
| 93 | Щетниково          | деревня | ↘10       | Свердловский   |